# Zabara, Baranivka
Zabara (în ucraineană Забара) este un sat în comuna Mokre din raionul Baranivka, regiunea Jîtomîr, Ucraina.

## Demografie
Componența lingvistică a localității Zabara
     Ucraineană (99,42%)
     Alte limbi (0,58%)
Conform recensământului din 2001, majoritatea populației localității Zabara era vorbitoare de ucraineană (99,42%), existând în minoritate și vorbitori de alte limbi.